# Haworthia mucronata var. rooibergensis
Haworthia mucronata var. rooibergensis, és una varietat de Haworthia mucronata del gènere Haworthia de la subfamília de les asfodelòidies.															

## Descripció
Haworthia mucronata var. rooibergensis és una suculenta perennifòlia que pot arribar a fer entre 3 a 30 cm quan es troba en floració. Posseeix moltes espines a les seves fulles i són de color blanquinós. L'època de floració és força primerenca cap al setembre, probablement exclou la influència de les plantes de Haworthia arachnoidea aggregata que floreixen a l'estiu.

## Distribució i hàbitat
Aquesta varietat creix a la província sud-africana del Cap Occidental, concretament a l'est i prop de Vanwyksdorp, que s'estén sobre una distància d'uns 15 km.
En el seu hàbitat creix en àrees transitòries entre vegetació suculenta i semifynbos amb precipitacions una mica més altes i un clima més fresc.

## Taxonomia
Haworthia mucronata var. rooibergensis va ser descrita per Esterhuizen i Battista i publicat a Haworthiad 13: 5, a l'any 1999.
Etimologia
Haworthia: nom en honor del botànic britànic Adrian Hardy Haworth (1767-1833).
mucronata: epítet llatí que significa "punxegut" i fa referència a la forma de la fulla.
var. rooibergensis: epítet geogràfic a on es va trobar, a l'àrea de Seweweekspoort.
Sinonímia
- Haworthia rooibergensis (Esterhuizen & Battista) Breuer, Alsterworthia Int. 17(2): 9 (2017).[6]